# Petrovac na moru

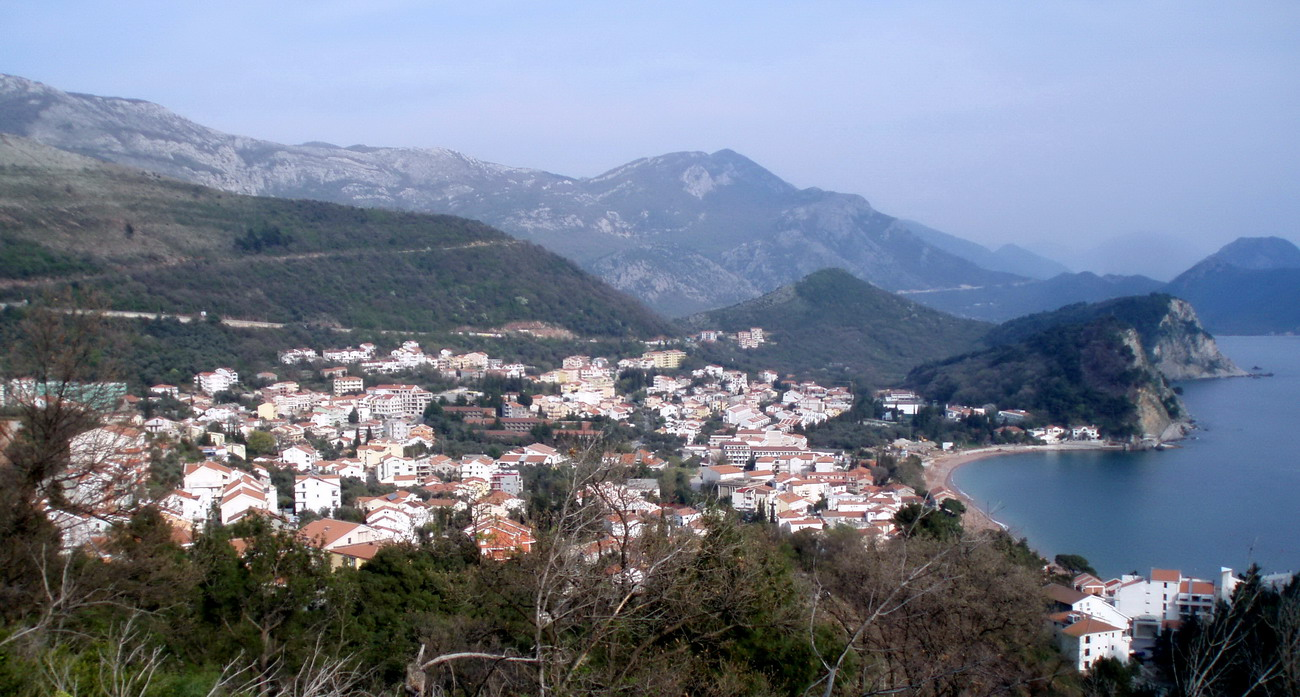
Blick auf Petrovac

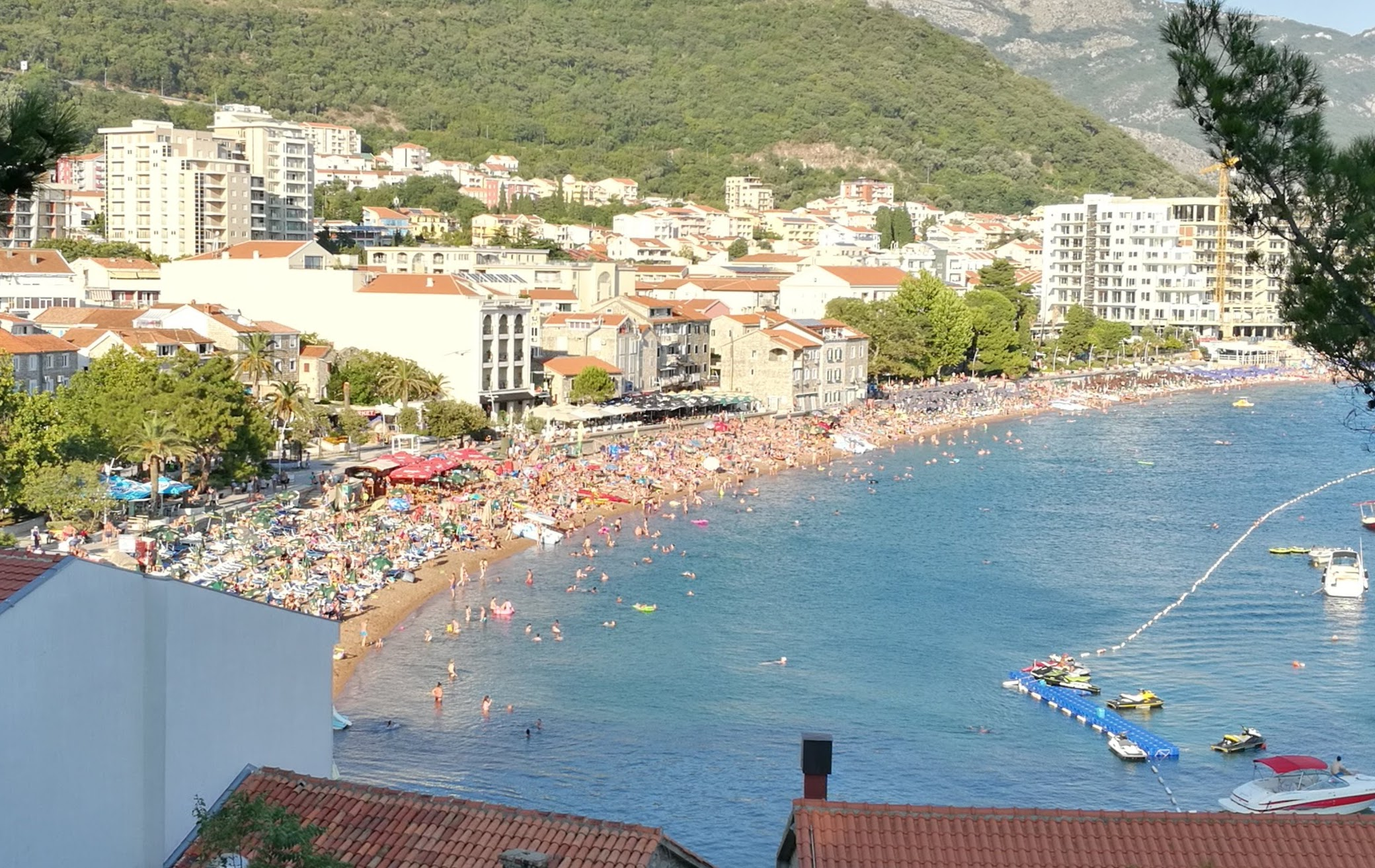
Petrovac na Moru – Blick auf den Strand

Petrovac na Moru (kyrillisch Петровац на Мору, italienisch Castellastua) ist eine Küstenstadt in Montenegro, die zur Gemeinde Budva gehört.
Petrovac befindet sich an der Küste zwischen Budva und Bar, an jener Stelle, wo die alte Gebirgsstraße von Podgorica kommend die Küste erreicht. Der Ort besitzt einen 600 m langen Sandstrand und ist daher ein beliebtes Reiseziel für Touristen. Petrovac wird oft als „ruhigerer“ Urlaubsort gesehen, im Kontrast zu den nahegelegenen lebendigeren Städten Budva und Sutomore.
Vor Petrovac befinden sich die beiden kleinen Inseln Katič und Sveta Neđelja.

## Sport
Mit dem OFK Petrovac besitzt die Stadt einen Fußballverein, der in der obersten Landesliga spielt.